# Katharina Ennöckl

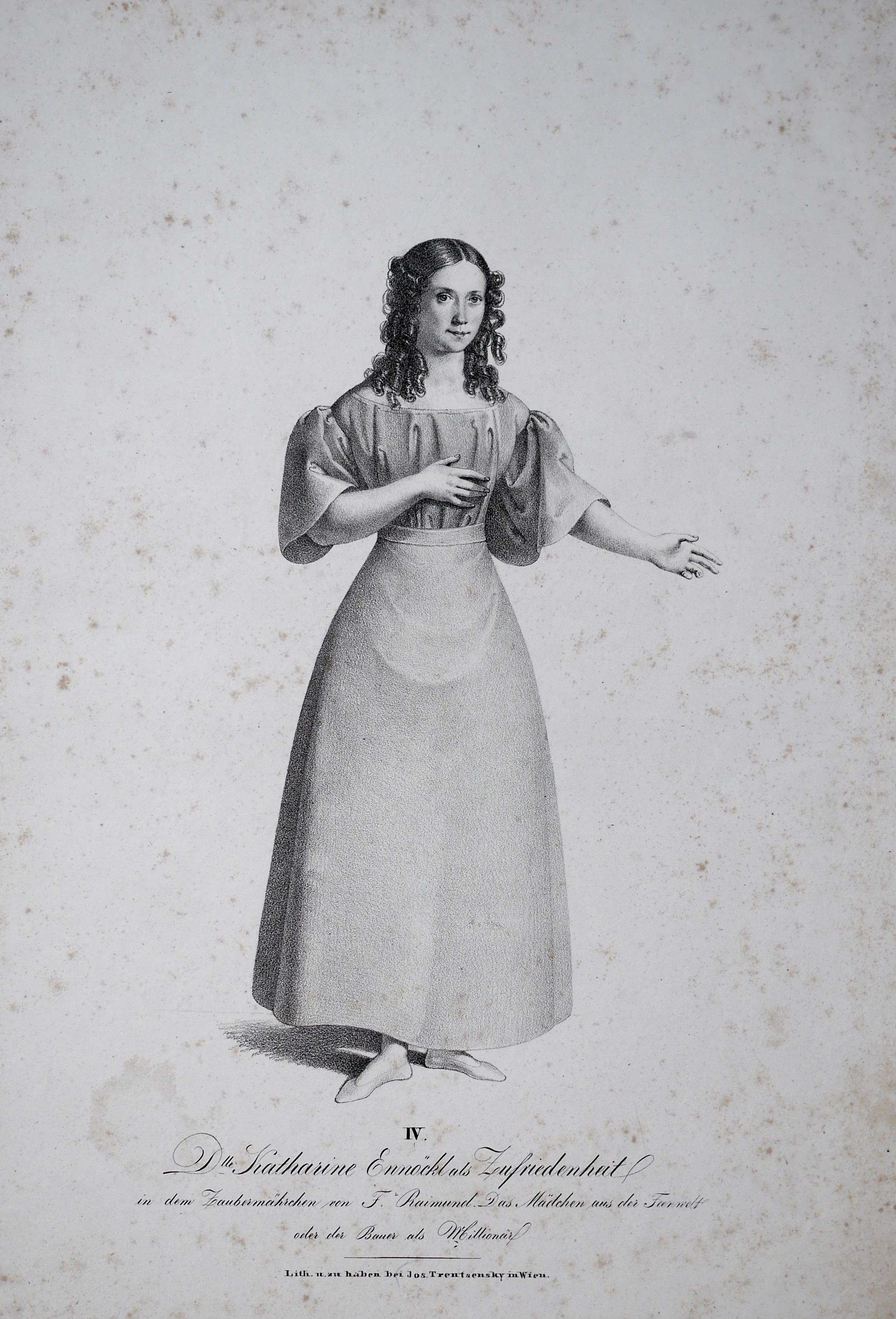
Katharina Ennöckl, als Zufriedenheit in Der Bauer als Millionär von Ferdinand Raimund. Lithographie von Josef Kriehuber nach Moritz von Schwind, ca. 1828

Katharina Ennöckl, verheiratete Katharina Bäuerle (* 10. Oktober 1790 in Wien; † 20. Juni oder 21. Juni 1869 in Schloss Erlaa bei Atzgersdorf) war eine österreichische Theaterschauspielerin.

## Leben
Katharina Ennöckl war die Tochter eines Staatsbeamten. Sie betrat mt 15 Jahren die Bühnenlaufbahn und debütierte am 22. März 1804 als „Pauline“ in Kotzebues Geteilte Herzen am Leopoldstädter Theater in Wien. 1808 wurde sie bei Aloys von Kaunitz-Rietberg Vorleserin und nahm ihre Bühnenkarriere erst 1813 mit Gastspielabenden am Theater an der Wien wieder auf. Sie wirkte ab 1814 erneut am Leopoldstädter Theater.
Adolf Bäuerle, mit dem sie trotz seiner Ehe ein Verhältnis hatte, schrieb für sie und ihren Schauspielpartner Ferdinand Raimund einige erfolgreiche Stücke. Sie hatte aber bald Therese Krones als Konkurrentin, der sie unterlag, da Raimund, ebenfalls Bühnenschriftsteller, einige seiner schönsten Rollen für die Krones schrieb.
1828 starb Bäuerles Gattin und so heiratete sie am 3. Mai 1829. Nach der Übernahme der Direktion durch Rudolf Steinkeller entließ er Katharina Ennöckl 1829 ohne weitere Erklärung. Daraufhin zog sie sich ins Privatleben zurück. Sie verstarb 1869.
Sowohl im feinen Lustspiel wie in Possen erzielte sie außerordentliche Erfolge. Sie galt als eine der beliebtesten und vortrefflichsten Schauspielerinnen des Leopoldstädter Theaters und es war vor allem ihre Vielseitigkeit, die man rühmend hervorhob, sie erwarb sich auch den Ehrentitel Perle der Leopoldstadt.
2024 wurde nach ihr der Katharina-Ennöckl-Platz in der Leopoldstadt benannt.